# Stanislaus von Prowazek

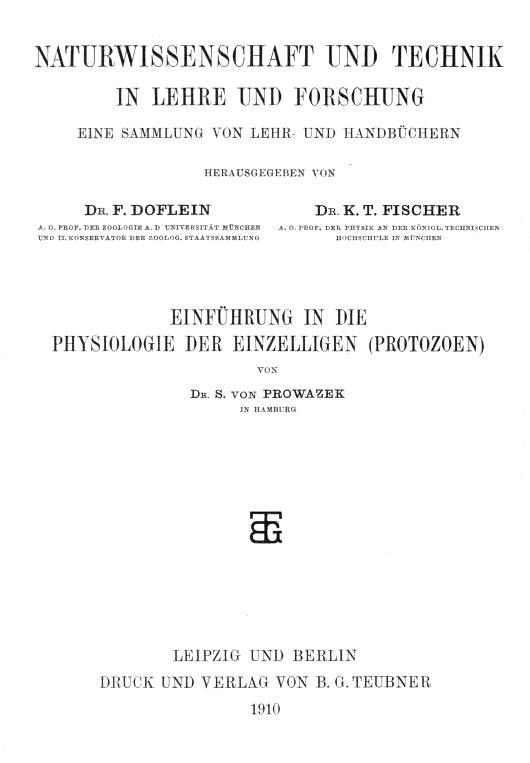
Strona tytułowa pierwszego wydania Einführung in die Physiologie der Einzelligen

Stanislaus Josef Mathias von Prowazek, Edler von Lanow (ur. jako Stanislav Provázek 12 listopada 1875 w Neuhaus, zm. 17 lutego 1915 w Chociebużu) – austriacki zoolog i parazytolog, współodkrywca patogenu wywołującego dur plamisty, nazwanego na jego cześć Rickettsia prowazekii. Publikował także pod pseudonimami P.L. i P. Laner.

## Życiorys
Urodził się w Neuhaus (dziś Jindřichův Hradec) 12 listopada 1875 roku, w rodzinie o czeskich korzeniach. Jego ojciec Josef Provázek (1842–1922) był oficerem armii austro-węgierskiej, uczestnikiem bitwy pod Custozą (1866). Ożenił się z Marie Koppovą z Božejova. Stanislav miał siostrę Marie (1880–1951), później uznaną malarkę. Rodzina zmieniała często miejsce zamieszkania, m.in. w latach 1880–1882 mieszkali w Komárnie. Gdy ojciec w 1893 roku otrzymał tytuł szlachecki, Stanislaus był uczniem gimnazjum w Pilźnie, wtedy zmienił zapis nazwiska na Prowazek. W 1895 zaczął studiować nauki przyrodnicze na Uniwersytecie Karola w Pradze, gdzie uczył się u zoologa Bertholda Hatscheka oraz fizyka i filozofa Ernsta Macha. Po dwóch latach studiów razem z Hatschekiem przeniósł się na Uniwersytet Wiedeński, gdzie w 1899 roku otrzymał dyplom ukończenia studiów.
Pracował w instytutach zoologicznych w Wiedniu i Trieście z Hatschekiem, następnie z Paulem Ehrlichem w Pruskim Instytucie Terapii Eksperymentalnej we Frankfurcie (1901), a później z Richardem von Hertwigiem w Monachium.
W 1903 przyjął zaproszenie Fritza Schaudinna, którego poznał w Trieście w 1901 roku, i został jego asystentem w sekcji zoologicznej Uniwersytetu Berlińskiego w Rovinj na półwyspie Istria.
Zajmował się epidemiami tyfusu w Serbii (1913) i Stambule (1914). Gdy Prowazek i brazylijski lekarz Henrique da Rocha Lima pracowali w szpitalu więziennym w Niemczech, obaj ulegli zarażeniu. Provazek wkrótce zmarł. Pochowany jest w rodzinnym grobowcu na cmentarzu w Kamenicy nad Lipou. Wspomnienia pośmiertne poświęcili mu Lipschütz, Joseph, Jollos, Hatschek, Halberstaedter, Hartmann i Escherich.
Był współzałożycielem i pierwszym redaktorem czasopisma „Archiv für Protistenkunde”.
Rocha Lima nazwał odkrytą razem z nim bakterię Rickettsia prowazekii, także od innego zmarłego bakteriologa Howarda T. Rickettsa. Od nazwiska Prowazka wzięła się też nazwa ciałek Halberstädtera-Prowazka, obserwowanych w jaglicy.

## Upamiętnienie
W Komárnie, gdzie przez krótki czas mieszkała rodzina Provázków, na ścianie ich domu znajduje się pamiątkowa tablica. Brazylijska poczta wyemitowała w 1966 roku upamiętniający Prowazka znaczek pocztowy.

## Lista prac
- (jako P.L.) Die Beziehungen des Chlorophylls zur Assimilation und Atmung. Gaea 32, ss. 268-277, 1896
- Anlage des Flechtenherbars. Natur u. Haus, 1895/96
- Zufall oder Gesetz. Natur, 1897
- Vitalfärbungen mit Neutralrot an Protozoen. Zeitschrift für wissenschaftliche Zoologie 63, 1897
- Erklärung der plasmatischen Bewegung. Biologisches Centralblatt, 1897
- Theoretische Betrachtung über die primitive Ortsbewegnng. Biologisches Centralblatt, 1897
- Das Geschlecht. Natur, 1897
- Die Pflanze in der Kunst. Natur 46 (43), ss. 511-513, 1897
- Amöbenstudien. Biologisches Centralblatt 17, ss. 878-885, 1898
- Bewegung der Amöben. Biologisches Centralblatt, 1898
- Arbeit. Akademie. Telamon, 1898/99
- Maschinen. Akademie. Telamon, 1898/99
- Entstehung der Zweckmäßigkeit. Akademie. Telamon, 1898/99
- Zweckmäßigkeit oder Gesetz. Natur, 1898/99
- Organische Vorgänge. Natur, 1898/99
- Naturauffassung. Natur, 1898/99
- Entstehung der Farbenwelt. Natur, 1898/99
- Positive Philosophie. Natur 1898.
- Wie sehen wir? Natur, 1898.
- Protozoenstudien I. Arbeiten aus den Zoologischen Instituten der Universität Wien und der Zoologischen Station in Triest, 1899
- Potamoplankton der Moldau und Wotawa. Verhandlungen der Kaiserlich-Königlichen Zoologisch-Botanischen Gesellschaft in Wien 49, ss. 446-450, 1899
- Mitteilungen über Protozoen. Zoologischer Anzeiger (1899)
- Zur Entwickelungsgeschichte des Wurmes Dinophilus apatris. Naturwissenschaftliche Wochenschrift 15 (34), ss. 397-399, 1900
- Zur Naturgeschichte des Rapserdflohs. Naturwissenschaftliche Wochenschrift 15 (2), ss. 19-20, 1900
- Organische Vorgänge. Welt (Wien), 1899/1900
- Aquarienbeobachtungeu. Blätter für Aquarien- und Terrarienfreunde, 1899/1900
- Parasiten eines kleinen Wassermolches. Blätter für Aquarien- und Terrarienfreunde 11 (3), ss. 30-31, 1900
- Das Auge der Plattfische. Blätter für Aquarien- und Terrarienfreunde 11 (3), ss. 32-33, 1900
- Parasiten der Zisternen. Blätter für Aquarien- und Terrarienfreunde, 1899/1900
- Verdauung der Einzelligen. Blätter für Aquarien- und Terrarienfreunde, 1899/1900
- Das Genie und das Tier. Natur, 1899/1900
- Zur Entwicklungsgeschichte der Seele der Tiere. Natur, 1899/1900
- Was der Waldboden erzählt. Natur, 1899/1900
- Kleine Naturbeobachtungen. Natur, 1899/1900
- Zur Naturgeschichte des Todes. Natur 49 (33), s. 385, 1899/1900
- Ranmauffassung und die Organismenwelt. Natur, 1899/1900
- Rheotropismus der Tiere. Blätter für Aquarien- und Terrarienfreunde, 1899/1900
- Färbung der Bakterien. Zeitschrift fur angewandte Mikroskopie, Mikrobiologie, Mikrochemie und mikroskopische Technik, 1900
- Versuche mit Seeigeleiern. Zoologischer Anzeiger, 1900
- Protozoenstudien II. Arbeiten aus den Zoologischen Instituten der Universität Wien und der Zoologischen Station in Triest (1900)
- Zur Psychologie der Einzelligen. Naturwissenschaftliche Wochenschrift 15 (17), ss. 193-198, 1900
- Synedra hyalina, eine apochlorotische Bacillarie. Österreichische botanische Zeitschrift 50, ss. 69-73, 1900
- Die Lebensbedingungen der Kleintierwelt. Blätter für Aquarien- und Terrarienfreunde (1900)
- Cystenbildung bei den Protozoen. Zeitschrift fur angewandte Mikroskopie, Mikrobiologie, Mikrochemie und mikroskopische Technik, 1900
- Beobachtungen am Seewasseraquarium. Blätter für Aquarien- und Terrarienfreunde, 1900
- Beobachtungen an Seewasseracineten. Naturwissenschaftliche Wochenschrift 15 (38), ss. 450-452, 1900
- Zell- und Kernstudien. Zoologischer Anzeiger (1900)
- Organismen des Wiener Wasserleitungswassers. Naturwissenschaftliche Wochenschrift 15 (40), s. 476, 1900
- Teilung bei den Infusorien. Naturwissenschaftliche Wochenschrift, 1900
- Bau und Entwicklung der Collembolen. Arbeiten aus den Zoologischen Instituten der Universität Wien und der Zoologischen Station in Triest (1900)
- Zur Nervenphysiologie der Insekten. Der Zoologische Garten 41, ss. 145-154, 1900
- Beitrag zur Pigmentfrage. Zoologischer Anzeiger 23, ss. 477-480, 1900
- Entwicklung der Pteromalinen. Zeitschrift für wissenschaftliche Insektenbiologie, 1900
- Philosophie der Evolution. Wiener Rundschau, 1900
- Das Alte und das Neue in uns. Natur, 1900
- Biologische Beobachtungen. Natur, 1900
- Ameisenstudien. Natur, 1900
- Ameisenstudien. Der Zoologische Garten, 1900
- Struktur der organischen Substanz. Natur (1900)
- Entwicklung der Seeigel. Blätter für Aquarien- und Terrarienfreunde, 1900
- Der Solipsismus. Metaphysische Rundschau, 1900
- Drehung der Staubgefäße. Natur, 1901
- Notiz über die Utrikulariablasen. Verhandlungen der Zoologisch-Botanischen Gesellschaft in Wien, 1901
- Organotherapie. Natur, 1901
- Notiz über Infusorien. Zoologischer Anzeiger, 1901
- Zellthätigkeit und Vitalfärbung. Zoologischer Anzeiger 24, 455-460, 1901
- Die Salamanderlarve. Blätter für Aquarien- und Terrarienfreunde (1901)
- Kernteilung und Vermehrung der Polytoma. Österreichische botanische Zeitschrift (1901)
- Beiträge zur Protoplasmaphysiologie. Biologisches Centralblatt 21, 87; 144 (1901)
- Spermatologische Studien. Arbeiten aus den Zoologischen Instituten der Universität Wien und der Zoologischen Station in Triest (1901)
- Notizen über Protozoen. Zoologischer Anzeiger ss. 250-252, 1901
- Brunnthaler J, Prowazek S, Wettstein R. Vorläufige Mitteilung über das Plankton des Attersees. Österreichische botanische Zeitschrift, 1901
- Zur positiven Naturanschauung. Halle: Schwetzkescher Verlag, 1901.
- Transplantations- und Protoplasmastudien an Bryopsis plumosa. Biologisches Centralblatt (1901)
- Zur Regeneration des Schwanzes der urodelen Amphibien. Arbeiten aus den Zoologischen Instituten der Universität Wien und der Zoologischen Station in Triest 13 (2) (1901)
- Betrachtungen über Entwicklung. Natur (1901)
- Lerchenlaus. Natur (1901)
- Das Gedächtnis. Natur (1901)
- Die Befruchtungslehre. Natur (1901)
- Die Chromatophoren der Kopffüsser. Ztschr. f. ang. Mikr. 7, 197-200 (1901)
- Protozoenstudien III. Arbeiten aus den Zoologischen Instituten der Universität Wien und der Zoologischen Station in Triest, 1902
- Studien zur Biologie der Zelle. Zeitschrift für allgemeine Physiologie 2, ss. 385-394, 1902
- Zur Entwicklung der Gregarinen. Archiv für Protistenkunde 1, ss. 297-305, 1902
- Zur Kerntheilung der Plasmodiophora Brassicae Woron[16]. 1902
- Röntgenuntersuchungen. Zeitschrift für vergleichende Physiologie, 1902
- Cephalopodenpigmentzellen. Zeitschrift fur angewandte Mikroskopie, Mikrobiologie, Mikrochemie und mikroskopische Technik, 1902
- Notiz über die Trichomonas hominis (Davaine). Archiv für Protistenkunde 1, ss. 166-168, 1902
- Protozoenbericht für das Jahr 1889. Arch. für Naturgesch, 1902
- Ein Beitrag zur Krebsspermatogenese. Zeitschr. für wiss. Zoologie, 1902
- Zur Vierergruppenbildnng bei der Spermatogenese. Zoologischer Anzeiger 25 (659), ss. 27-29, 1902
- Zelltätigkeit und Vitalfärbung. Zoologischer Anzeiger 24, ss. 455-460, 1902
- Vitalfärbungen an Insekten. Zeitschrift für Entomologie 7, ss. 12-14, 1902
- Zellerkrankungen. Naturwissenschaftliche Wochenschrift 2 (3), ss. 31-32 (1902)
- Fibrilläre Zellstrukturen. Naturwissenschaftliche Wochenschrift 2 (8), s. 91 (1902)
- Variationsstatistik. Natur (1902)
- Zygomorphe Blüten. Natur (1902)
- Notiz „Polytoma" (1902)
- Referat über Frinrerg. „Wiener klinische Wochenschrift” (1903)
- Flagellatenstudien. Anhang: Fibrilläre Strukturen der Vorticellinen. „Archiv für Protistenkunde” 2, ss. 195-212, 2 pl., 1903
- Die Kernteilung von Entosiphon. „Archiv für Protistenkunde” ii, 325-328 (1903)
- Erwiderung auf den Artikel „Über die Erreger der Krebsgeschwülste" von Feinberg. Wiener klinische Wochenschrift 16 (48), ss. 1330-1331, 1903
- Prowazek, Doplein. Die pathogenen Protozoen. W: Handbuch der pathogenen Mikroorganismen 1903.
- Zur Biologie der Difflugia. Naturwissenschaftliche Wochenschrift 2 (14), ss. 160-161 (1903)
- Protoplasmaströmung. Zeitschrift fur angewandte Mikroskopie, Mikrobiologie, Mikrochemie und mikroskopische Technik 9, s. 1, 1903
- Beitrag zur Kenntnis der Regeneration und Biologie der Protozoen. Archiv für Protistenkunde (1904)
- Degenerative Hyperregeneration der Protozoen. Archiv für Protistenkunde 3, ss. 60-63 (1904)
- Der Encystierungsvorgang bei Dileptus. Archiv für Protistenkunde (1904)
- Die Entwicklung von Herpetomonas. Arbeiten aus dem Kaiserlichen Gesundheitsamte (1904)
- Untersuchungen über einige parasitische Flagellaten. Arbeiten aus dem Kaiserlichen Gesundheitsamte (1904)
- Entamoeba buccalis n. sp. Arbeiten aus dem Kaiserlichen Gesundheitsamte (1904)
- Kernveränderungen in Myxomycetenplasmodien. Österreichische botanische Zeitschrift (1904)
- Der neue Kurs (Philosophie). Das literarische Deutsch-Österreich (1904)
- Variationskurven von Centaurea jacea L. Naturwissenschaftliche Wochenschrift, 1904
- Referat über Schneider. Wiener klinische Rundschau Nr. 25, 1904
- Kernteilung und Epithelbildung. Naturwissenschaftliche Wochenschrift, 1904
- Studien über Säugetiertrypanosomen. Arbeiten aus dem Kaiserlichen Gesundheitsamte (1905)
- Ueber den Erreger der Kohlhernie Plasmodiophora brassicæ Woronin und die Einschlüsse in den Carcinomzellen. Arbeiten aus dem Kaiserlichen Gesundheitsamte 22, ss. 396-410, 1 pl. (1905)
- Zelleben und Osmose. Wiener klinische Rundschau 19, s. 170, 1905
- Insektenbeobachtungen. Zeitschr. f. wiss. Insektenbiologie, 1905
- Zur Kenntnis der Regenerationsvorgänge in der Kaninchencornea. Zoologischer Anzeiger ss. 142-145 (1905)
- Über das Wesen der Befruchtung. Wiener klinische Rundschau, 1905
- Untersuchungen über die Vaccine I. Arbeiten aus dem Kaiserlichen Gesundheitsamte, 1905
- Untersuchungen über die Vaccine II. Arbeiten aus dem Kaiserlichen Gesundheitsamte, 1905
- Untersuchungen uber das Wesen des Vaccineerregers. Deutsche Medizinische Wochenschrift, 1905
- Zur Fermenttheorie. Zeitschrift für wissenschaftliche Mikroskopie und für Mikrokopische Technik, 1905
- Doppelkernigkeit der Zellen. Naturwissenschaftliche Wochenschrift, 1905
- (jako P. Laner) Plurismus oder Monismus: eine naturwissenschaftlich-philosophische Studie. Berlin: Albert Kohler, 1905
- Morphologische und entwicklungsgeschichtliche Untersuchungen über Hühnerspirochäten. Anhang von: Keysselitz, G., Beschreibung von Spirochaeta anodontae nov. spec. Arbeiten aus dem Kaiserlichen Gesundheitsamte 1906.
- Fritz Schaudinn †. Wiener klinische Wochenschrift, 1906
- Die Vererbung und ihre materiellen Träger. Wiener klinische Rundschau 19
- Technik der Spirochäte-Untersuchung. Zeitschrift für wissenschaftliche Mikroskopie und für Mikrokopische Technik 23 (1), ss. 1-12, 1906
- Hartmann M, Prowazek S. Blepharoplast, Caryosom und Centrosom. Ein Beitrag zur Lehre von der Doppelkeruigkeit der Zelle. Archiv für Protistenkunde 10 s. 306-335, 1907
- Halberstaedter, Prowazek. Zur Atiologie des Trachoms. Deutsche Medizinische Wochenschrift 1907 Nr. 2.
- Ein Beitrag zur Genese des Pigments. Zoologischer Anzeiger 31 (25), s. 863, 1907
- Neufeld F, Prowazek S. Über die Immunitätserscheinungen bei der Spirochätenseptikämie der Hühner und über die Frage der Zugehörigkeit der Spirochäten zu den Protozoen. Arbeiten aus dem Kaiserlichen Gesundheitsamte 25 (2), s. 494, 1907
- Die Sexualität bei den Protisten. Archiv für Protistenkunde 9, ss. 22-32, 1907
- Untersuchungen über mmogregarinen. Arbeiten aus dem Kaiserlichen Gesundheitsamte 26 1907 Heft 1.
- Vergleichende Spirochaeta-Untersuchungen. Arbeiten aus dem Kaiserlichen Gesundheitsamte 26 1907 Heft 1.
- Chlamydozoa. Archiv für Protistenkunde 10 1907 S. 336.
- Zur Regeneration der Algen. Biologisches Centralblatt 27 Nr. 23, 1907
- Bemerkungen za dem Aufsatz „Beiträge zur Kenntnis der Flagellaten" von Awerinzew (Zool. Anzeiger Bd. 31 Nr. 25). Zoologischer Anzeiger 32 (12/13), ss. 380-381, 1907
- Zur Atiologie der Hühnerpest. Münchener Medizinische Wochenschrift 55 (4), s. 165, 1908
- Bemerkungen zur Spirochäten- und Vaccinefrage. Centralbl. f. Bakt. Abt. l Orig. Bd. 46 1908 Heft 3.
- Bemerkungen zur Kenntnis der pathogenen Microorgauismen „Chlamydozoa". Münchener Medizinische Wochenschrift 19, 1908
- Einfluß von Säurelösungeu niedrigster Konzentration auf die Zell- und Kernteilung[17]. 1908
- Bemerkungen zu dem Geschlechtsproblem bei den Protozoen. Zoologischer Anzeiger 22 (26), 1908
- Das Lecithin und seine biologische Bedeutung. Biologisches Centralblatt 2 (11/12), 1908
- Giemsa G, Prowazek S. Weitere Untersuchungen über sog, ultra-mikroskopische Infektionserreger. Zur Filtration des Hühnerpestvirus. Münchener Medizinische Wochenschrift 29, 1908
- Bohne, Prowazek. Zur Frage der Flagellatendysenterie. Archiv für Protistenkunde 12, 1908.
- Giemsa G, Prowazek S. Wirkung des Chinins auf die Protistenzelle. Beiheft 5 S. 88 zum Archiv für Schiffs- und Tropen-Hygiene, 1908.
- Zur Lebensgeschichte der Glaukoma. Zoologischer Anzeiger 33 (9), ss. 277-279, 1908
- Über Haemogregarinen aus Porocephalns mouiliformis. Zoologischer Anzeiger 33 (14), ss. 465-466, 1908
- Prowazek, Baurepaire. Untersuchungen über die Variola. Münchener Medizinische Wochenschrift 1908 Nr. 44.
- Studien zur Biologie der Zellen I. Biologisches Centralblatt Bd. 28 1908 Nr. 24.
- Zysten von Bodo lacertae. Biologisches Centralblatt 29 (1), ss. 27-29, 1909
- II. Studien zur Biologie der Zellen. 2. Zelltod und Strukturspannung. Biologisches Centralblatt 29 (9), ss. 291-296, 1909
- Halberstaedter, Prowazek. Zu dem Aufsatz „Über meine Trachomkörperchen” von Prof. Greeff im Beilageheft zum 47. Jahrgang dieser Zeitschrift. Klinische Monatsblätter für Augenheilkunde s. 646, 1909
- Zu dem Aufsatz „Die Erreger des Trachoms" von Prof. Greeff in Nr. 12 dieser Wochenschrift. Deutsche Medizinische Wochenschrift Nr. 17, 1909
- Prowazek S, Aragoo HB. Weitere Untersuchungen über Chlamydozoen. Münchener Medizinische Wochenschrift 56 (13), s. 645, 1903
- Estudos sobre a variola. Variola-Untersuchungen. Memórias do Instituto Oswaldo Cruz l (2), ss. 147-158 (1909)
- Kritische Bemerkungen zum Trypanosomenproblem. Archiv für Schiffs- und Tropen-Hygiene 13 s. 30, 1909
- Halberstaedter, Prowazek. Zur Atiologie des Trachoms. Berliner klinische Wochenschrift Nr. 24 (1909)
- Bemerkungen zu einer Theorie der Cytomorphe. Zoologischer Anzeiger 34 Nr. 24/25, 1909
- Conjugation von Lionotus. Zoologischer Anzeiger 34 (20/21), ss. 626-628 (1909)
- Contribuiçao para o estudo do dezenvolvimento do "Spirochaeta gallinarnm". — Zur Entwicklung von "Spirochaeta gallinarum". Memórias do Instituto Oswaldo Cruz 1 (2), ss. 79-80, 1909
- Dnplicidade morfolojica nos infuzorios ciliados. Formdimorphismus bei ciliaten Infusorien. Memórias do Instituto Oswaldo Cruz l (2), ss. (1909)
- Halberstaedter, Prowazek. Über Chlamydozoenbefunde bei Blennorrhoea neonatorum non gonorrhoica. Berliner klinische Wochenschrift 1909 Nr. 41.
- Prowazek S, Yamamoto J. Experimentelle und morphologische Studien über das Vaccinevirus. Münchener Medizinische Wochenschrift Nr. 41 u. 51, 1909
- Taschenbuch der mikroskopischen Technik der Protistenuntersuchung. Leipzig, Barth: 1909
- Giftwirkung und Protozoenplasma. Archiv für Protistenkunde 18, s. 221, 1910
- Die Chlamydozoen als intracelluläre „symbiotische" Krankheitserreger. Ergebnisse der wissenschaftlichen Medizin 1 (4), 1910
- Halberstaedter, Prowazek. Über die Bedeutung der Chlamydozoen bei Trachom und Blennorrhoe. Berliner klinische Wochenschrift 15, 1910
- Parasitische Protozoen aus Japan, gesammelt von Herrn Dr. MINE in Fnkuoka. Archiv für Schiffs- und Tropen-Hygiene 14, S. 297, 1910
- Beitrag zur Kenntnis der Protozoenfauna Brasiliens. Memórias do Instituto Oswaldo Cruz 2 (2), ss. 149-158 (1910)
- Weitere Untersuchungen über das Vaccinevirus. Centralblatt f. Bakteriologie 56 (1), ss. 41-43, 1910
- Studien zur Biologie der Protozoen V. Archiv für Protistenkunde 20, s. 201, 1910
- Einführung in die Physiologie der Einzelligen (Protozoen). Leipzig und Berlin: B.G. Teubner, 1910.
- Leber, Prowazek. Über eine neue infektiöse Biudehanterkrankung (Epitheliosis desquamativa conjunctivae. Berliner klinische Wochenschrift Nr. 5, 1911
- Halberstaedter, Prowazek. Pathologie und Artbildung. Biologisches Centralblatt 31, s. 475 (1911)
- Halberstädter L, Prowazek S. Experimentelle Untersuchungen über die Vaccine der Affen. Arbeiten aus dem Kaiserlichen Gesundheitsamte 37, 1911
- Zur Ätiologie des Molluscum contagiosum. Archiv für Schiffs- und Tropen-Hygiene 15 s. 173, 1911
- Zur Ätiologie der Samoapocke. Archiv für Schiffs- und Tropen-Hygiene 15 s. 351, 1911
- Beitrag zur Entamöbafrage. Archiv für Protistenkunde 22, 1911
- Leber, Prowazek. Bericht über medizinische Beobachtungen anf Savaii und Manono (Samoa). Archiv für Schiffs- und Tropen-Hygiene 15, s. 409, 1911
- Zur Kenntnis der Flagellaten des Darmtraktus. Archiv für Protistenkunde 23 S. 96 (1911)
- Leber, Prowazek. Weitere Untersuchungen über die Augenkrankheiten in der Südsee. Berliner klinische Wochenschrift Nr. 39, 1911
- Weiterer Beitrag zur Kenntnis der Entamöben VI. Archiv für Protistenkunde 26, s. 241, 1912
- Beiträge zur Kenntnis der Protozoen und verwandter Organismen von Sumatra (Deli). Archiv für Protistenkunde 26, s. 250, 1912
- Notiz zur Ätiologie der Psoriasis vulgaris. Centralblatt für Bakteriologie und Parasitenkunde 62, ss. 134-136 (1912)
- Einfluß hämolytischer Stoffe auf Spirochäten (Spironemacea). Centralblatt für Bakteriologie und Parasitenkunde 66 (5/6), 1912
- Entamoeba. Archiv für Protistenkunde 25, ss. 273, 1912
- Untersuchungen über die Gelbsucht der Seideuraupen. Centralblatt für Bakteriologie und Parasitenkunde 67, S. 268, 1912
- Die organische Welt und Naturphilosophie. I. Die Organismen und unsere Zeit. Annalen der Naturphilosophie 11, ss. 123-131, 1912
- Studien zur Lehre vom Geschlechtsdimorphismus der Trypanosomen. Centralblatt für Bakteriologie und Parasitenkunde 62, ss. 269-283, 1912
- Der Kernaufbau der parasitischen Amöben. Transactions on the Fifteenth International Congress on Hygiene and Demography 2, ss. 185-193, 1913
- Untersuchungen über die Tona der Pferde auf Samoa. Archiv für Schiffs- und Tropen-Hygiene 17 s. 1, 1913
- Fluorescenz der Zellen. – Reicherts Fluorescenzmikroskop. Zoologischer Anzeiger 42 (8), ss. 374-380, 1913
- Über reine Trypanosomenstämme. Centralblatt für Bakteriologie und Parasitenkunde 68, s. 498, 1913
- Die Entwicklung und die Zeit. Annalen der Natur- und Kulturphilosophie 12 ss. 400-410, 1913
- Zur Parasitologie von Westafrika. Centralblatt für Bakteriologie und Parasitenkunde 70 1913 S. 32, 1913
- (jako P. Laner) Der Urwald: Von Bäumen u. Menschen. Deutscher Kolonialverl., 1913
- Experimentelle Trachomstudien[18]. 1913
- Zur Kenntnis der Balantidiosis. Zusammenfassende Darstellung. Archiv für Schiffs- und Tropen-Hygiene 17 (6), s. 371, 1913
- Studien zur Biologie der Protozoen VI. Archiv für Protistenkunde 30 s. 4, 1913
- Aus dem Nachlaß von Fritz Schaudinn. Archiv für Protistenkunde 30, s. 72, 1913
- Prowazek S, Hegler C. Untersuchungen über Fleckfieber. Vorläufiger Bericht. Berliner klinische Wochenschrift 44, 1913
- Weitere Untersuchungen über das Vaccinevirus. Centralblatt für Bakteriologie und Parasitenkunde 72 s. 94, 1913
- Die Deutschen Marianen. Ihre Natur und Geschichte. Leipzig: Johann Ambrosus Barth, 1913
- Prowazek S, Werner H. Zur Kenntnis der sog. Flagellatendysenterie. Archiv für Schiffs- und Tropen-Hygiene 18 (5), 1914
- Kenntnis der Giemsafärbung vom Standpunkte der Cytologie. Zeitschrift für wissenschaftliche Mikroskopie und mikroskopische Technik 31 (1), ss. 1-16, 1914
- Epitheliosis desqnamativa der Sudsee[19]. 1914
- Zur Kenntnis der Elefantiasis in Samoa. Archiv für Schiffs- und Tropen-Hygiene 18 1914 S. 386.
- Prowazek S, Miyaji S. Weitere Untersuchungen über das Vaccinevirus. Centralblatt für Bakteriologie und Parasitenkunde 75 (2), s. 144, 1914
- Bemerkungen über die Biologie und Bekämpfung der Kleiderlaus. Münchener Medizinische Wochenschrift 2 s. 67, 1915
- Prowazek S, Hegler C. Über Flecktyphus. Beiträge zur Klinik der Infektionskrankheiten.
- Handbuch der pathogenen Protozoen. Erster Band. Leipzig, J. A. Barth: 1912.
- Zur Morphologie und Biologie von Colpidium colpoda. Arch. f. Protistenk 36, ss. 72-80, 1915
- Taschenbuch der mikroskopischen Technik der Protistenuntersuchung. Dritte Auflage. Leipzig: Barth, 1922